# Коняев, Анатолий Михайлович
Анатолий Михайлович Коняев (30 марта 1909, Новый Оскол, Курская губерния — 13 мая 1992, Москва) — советский военно-морской офицер-подводник, Герой Советского Союза (21.04.1940). Капитан 1-го ранга (12.07.1950).

## Биография
Родился 30 марта 1909 года в Новом Осколе Курской губернии (ныне в Белгородской области) в семье служащего.
Окончил 9 классов. Работал слесарем на заводе в Казани.
В Рабоче-крестьянском Красном Флоте с 1931 года. После призыва служил в Морских силах Балтийского моря. Учился в Объединённой артиллерийской школе Учебного отряда, после окончания которой служил в артиллерии форта имени Фрунзе. С января 1932 года Специальных курсов командного состава ВМС РККА, окончил которые в 1934 году. С января 1934 по ноябрь 1935 года служил командиром минной группы и торпедной группы подводной лодки Щ-301. В 1936 году направлен в Учебный отряд подводного плавания имени С. М. Кирова, где окончил командирский класс. В ноябре 1936 года Анатолий Коняев получил назначение помощником командира подводной лодки Щ-302 «Окунь» КБФ, а в декабре 1937 года — командиром подводной лодки Щ-324. В 1938 году вступил в ВКП(б).
Участник Советско-финской войны (1939—1940 гг.). Командир подводной лодки Щ-324 (2-я бригада подводных лодок, Балтийский флот) капитан 3-го ранга А. М. Коняев в декабре 1939 — январе 1940 года в сложных метеоусловиях совершил два боевых похода. В первом походе (4—18.12.1939) Щ-324 дважды обнаружила финскую подводную лодку «Ветехинен» и пыталась её атаковать торпедами, но по вине некоторых членов экипажа атака сорвалась. 17 декабря Щ-324 обнаружила 2 финских транспорта и выпустила по ним по одной торпеде, но безрезультатно. Во втором походе (31.12.1939—21.01.1940) был успешным: 13 января она обнаружила конвой из трех транспортов («Аннеберг», Хебе» и «Боре I») под охраной сторожевого корабля, тральщика и сторожевого катера. Щ-324 атаковала торпедой один из транспортов, но торпеда прошла за его кормой, а лодку выбросило на поверхность, и она подверглась атаке сил конвоя. В артиллерийском бою снаряд из 45-мм орудия подлодки попал в глубинную бомбу на корме сторожевого корабля «Аура II», вызвав детонацию других бомб. Корабль мгновенно затонул, весь экипаж (25 человек) погиб. В советской литературе погибший сторожевик называли вспомогательным судном и даже вспомогательным крейсером. После гибели сторожевика все остальные финские корабли спешно покинули место боя. При возвращении на базу 19 января 1940 году впервые в ВМФ Щ-324 форсировала в Балтийском море пролив Южный Кваркен (Сёдра-Кваркен) подо льдом. При плавании во льдах на подводной лодке были повреждены антенны, стойки, волнорезы, была погнута носовая часть. Сама подлодка обледенела до такой степени, что экипаж встречавшего её корабля первоначально принял её за айсберг.
Указом Президиума Верховного Совета СССР от 21 апреля 1940 года капитану 3-го ранга А. М. Коняеву присвоено звание Героя Советского Союза с вручением ордена Ленина и медали «Золотая Звезда». Подводная лодка была награждена орденом Красного Знамени, а весь экипаж — к орденами и медалями.
Депутат Верховного Совета СССР 1-го созыва от Эстонской ССР (1941—1946).
С июня 1940 года служил офицером разведотдела штаба Балтийского флота (по март 1942 года). Участник Великой Отечественной войны. С апреля 1942 года — инспектор Отделения подготовки подводных лодок Управления боевой подготовки ВМФ СССР, с августа 1942 — командир 16-го дивизиона строящихся подводных лодок. В апреле 1945 года назначен командиром отдельного демонтажного дивизиона подлодок БФ при судоверфи «Шихау» в Данциге, одновременно занимался разминированием реки, каналов и судоверфей.
С июля 1946 — командир отдельного дивизиона строящихся подводных лодок, с марта 1951 по январь 1952 — заместитель командира бригады строящихся кораблей ВМС (март 1951 – январь 1952). В 1952 году окончил Академические курсы офицерского состава при Военно-морской академии имени К. Е. Ворошилова. С января 1953 года — командир Учебного отряда 8-го ВМФ на Балтике, с марта 1956 — старший офицер Управления боевой подготовки штаба БФ, с июня 1956 — командир береговой базы дивизии подводных лодок Балтийского флота
С марта 1957 года капитан 1-го ранга А. М. Коняев — в запасе. Трудился заместителем начальника Таллинского мореходного училища, затем — старшим научным сотрудником музея дважды Краснознамённого Балтийского флота в Таллине.
Скончался 13 мая 1992 года в Москве. Кремирован. Урна с прахом захоронена на кладбище Метсакальмисту в Таллине.
Сын — Коняев, Виталий Анатольевич (род. в 1937) — советский и российский актёр театра и кино, народный артист Российской Федерации.

## Награды
- Герой Советского Союза (21.04.1940)
- Орден Ленина (21.04.1940)
- Орден Красного Знамени (27.12.1951)
- Два ордена Отечественной войны 1-й степени (10.09.1945, 11.03.1985)
- Орден Красной Звезды (30.04.1947)
- Медаль «За боевые заслуги» (4.11.1944)
- Медаль «За оборону Ленинграда» (1943)
- Ряд других медалей